# 皱叶椒草
皱叶椒草（学名：Peperomia caperata）为胡椒科椒草属下的一个种。為受歡迎常綠園藝植物，必須在不低於攝氏15度的氣溫中栽種。

## 扩展阅读
- 維基物種上的相關：皱叶椒草

1. ↑  http://apps.rhs.org.uk/plantselector/plant?plantid=3786%5B%5D
2. ↑   (PDF). Royal Horticultural Society: 75. July 2017  [22 April 2018]. （原始内容存档 (PDF)于2018-01-05）.